# Endothenia pauperculana
Endothenia pauperculana es una especie de polilla del género Endothenia, categorizada en la tribu Olethreutini, de la subfamilia Olethreutinae.

## Distribución
Esta especie ha sido registrada en el sur de Francia, Mónaco, la península Ibérica y las Islas Canarias. Según Danilevski y Kuznetsov (1968), también se encuentra en Suiza.

## Taxonomía
Fue descrita por Staudinger en 1859 y publicada en (Penthina), Stettin. ent. Ztg. 20: 230.